# A. E. W. Mason
Alfred Edward Woodley Mason (7 de mayo de 1865 en Dulwich, Londres - 22 de noviembre de 1948 en Londres) fue un escritor y político británico reconocido internacionalmente por su novela Las cuatro plumas; publicada originalmente en Londres en 1902. Estudió en el Dulwich College y se graduó en el Trinity College, Oxford en 1888. Mason fue elegido como diputado del partido liberal por Coventry en las elecciones generales del Reino Unido de 1906. Solo estuvo durante un mandato, retirándose en las siguientes elecciones.
Es autor de más de veinte libros. Su primera novela, A Romance of Wastdale, fue publicada en 1895. Su siguiente éxito fue At The Villa Rose (1910), donde presentaba a su detective francés, Hanaud.
Mason fue nombrado alcalde durante la Primera Guerra Mundial sirviendo al Regimiento Manchester y a los marines reales. Su carrera militar también incluía trabajos en inteligencia naval, sirviendo en España y México, donde estableció redes de contraespionaje en nombre del gobierno británico.
Otros de sus trabajos más conocidos son The House of the Arrow (1924), No Other Tiger (1927), The Prisoner in the Opal (1929) y Fire Over England (1937). Contribuyó con una historia corta, The Conjurer, a The Queen's Book of the Red Cross.
Murió en 1948 mientras trabajaba en un libro sobre Robert Blake. Se ofreció a Mason el título de Caballero, pero lo rechazó declarando que los honores no significan nada para un hombre sin hijos.

## Libros
- Con el Inspector Hanaud como protagonista
  - At the Villa Rose (1910)
  - The House of the Arrow (1924)
  - The Prisoner in the Opal (1928)
  - They Wouldn't Be Chessmen (1934)
  - The House in Lordship Lane (1946)

- Otras novelas
  - The Courtship of Maurice Buckler (1896)
  - Lawrence Clavering (1897)
  - The Philanderers (1897)
  - Parson Kelly (1899) (con Andrew Lang)
  - Clementina (1901)
  - The Four Feathers (1902)
  - The Truants (1904)
  - Running Water (1906)
  - The Broken Road (1907)
  - A Romance of Wastdale (1910)
  - Miranda of the Balcony (1911)
  - The Turnstile (1912)
  - The Witness for the Defence (1913)
  - The Summons (1920)
  - The Watchers (1924)
  - The Winding Stair (1924)
  - No Other Tiger (1927)
  - The Dean's Elbow (1930)
  - The Three Gentlemen (1932)
  - The Sapphire (1933)
  - Fire over England (1936)
  - The Drum (1937)
  - Konigsmark (1938)
  - Musk and Amber (1942)
  - The Crystal Trench (2001)

| Predecesor: Charles James Murray | Diputado por Coventry 1906–1910 | Sucesor: John Foster |

- Datos: Q382786
- Multimedia: A. E. W. Mason / Q382786